# 바겐부르크

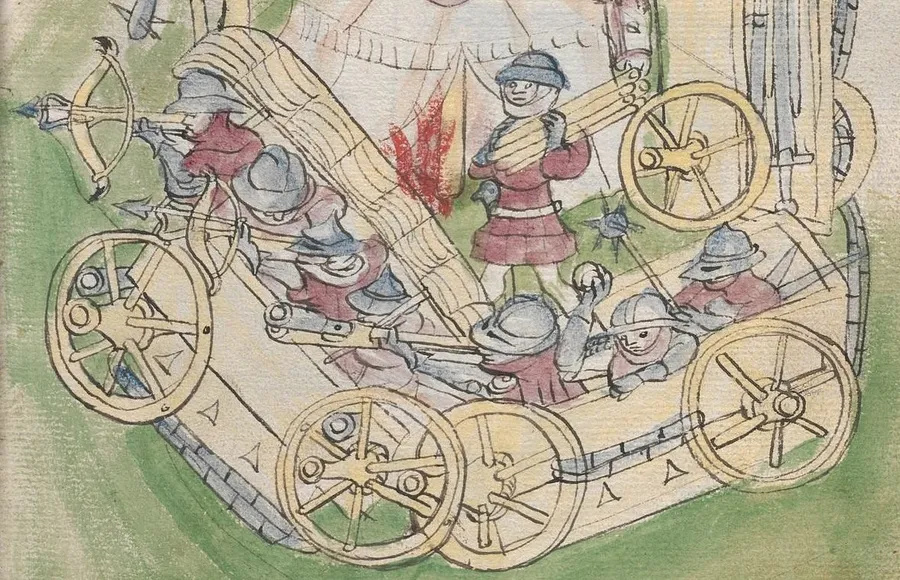
후스파의 바겐부르크

바겐부르크(독일어: Wagenburg)는 4륜 우마차(바겐)를 직사각형 또는 원형 등의 모양으로 배치한 이동식 요새다.
마차 또는 수레를 축성 자재를 대신하여 급조 요새로 사용하는 전술은 고대로부터 존재했다. 4세기 로마 제국의 암미아누스 마르켈리누스는 고트족을 상대하면서 수레 요새를 축성했고 동양에서는 기원전 119년 한흉전쟁 와중인 막북 전투에서 위청이 무강거(武剛車)라는 수레를 원형진으로 배치해 흉노의 기병돌격을 저지했다. 그러나 이 전술을 가장 효과적으로 사용한 것으로 유명한 것은 중근세 중앙-동유럽의 후스파 체코인들이었다.
15세기 후스 전쟁 당시 수적으로 열세였던 후스파는 우마차로 방진을 짜고 마차 사이를 쇠사슬로 묶어 급조 요새를 축성했는데 이것이 적의 기병돌격을 저지하는 데 탁월한 효과가 있었다. 이를 수레로 만든 성이라는 뜻에서 독일어로 "바겐부르크", 체코어로 "보조바 흐라드바(체코어: vozová hradba)"라고 했다.

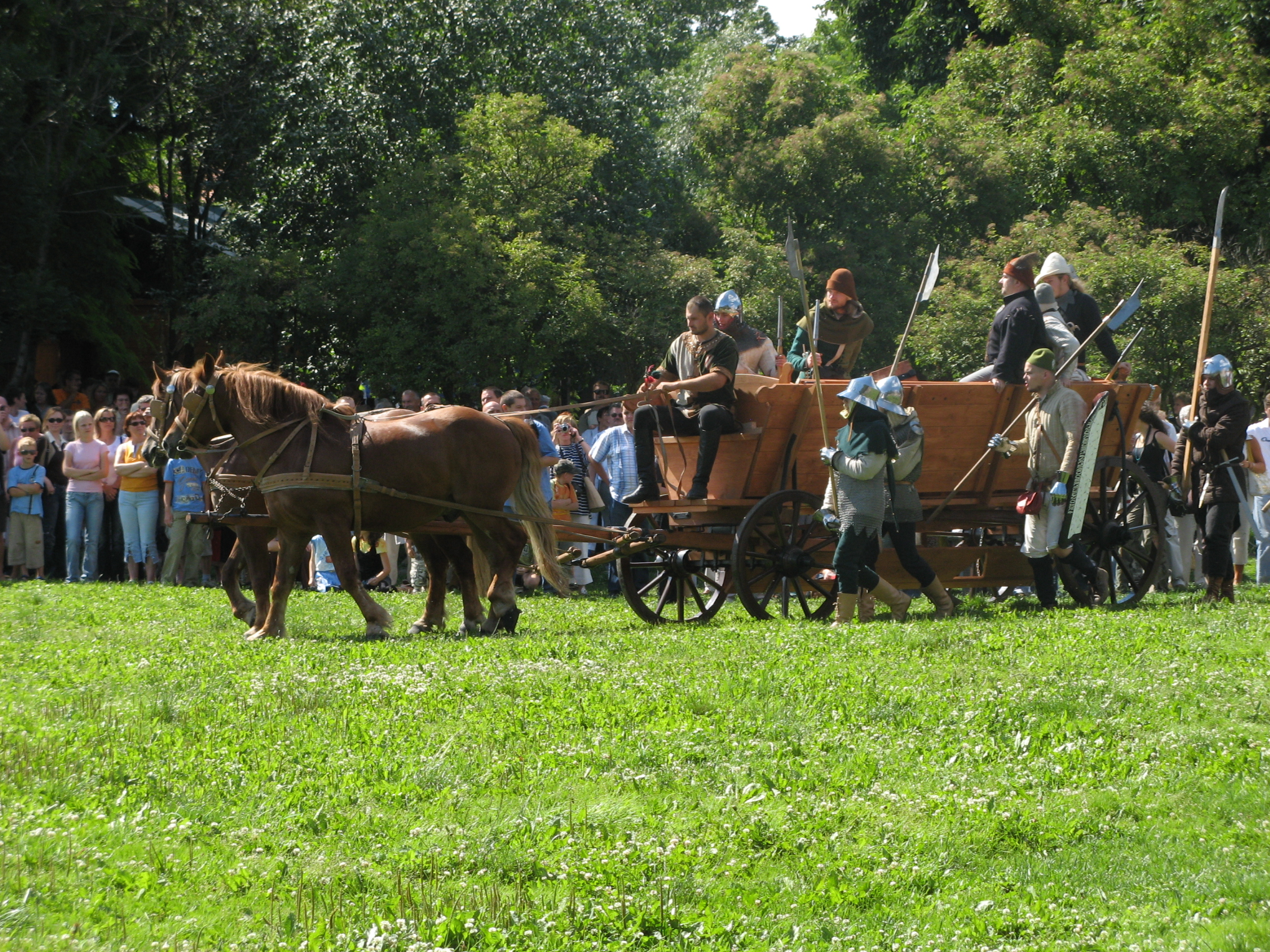
후스파 바겐부르크의 복원품.

바겐베르크를 이루는 각 우마차 하나당 병사 18-21명이 배치되었다. 쇠뇌수가 4-8명, 핸드 캐넌을 다루는 포수가 2명, 장창이나 편곤을 장비한 살수가 6-8명, 방패수가 2명, 운전수가 2명이었다. 방어시에는 바겐베르크를 방진으로 배치하고 초기형 곡사포를 포격했다. 적병이 바겐부르크 가까이 접근하면 쇠뇌와 핸드 캐넌을 사격했다. 후스파의 핸드 캐논을 피리라는 뜻의 피슈탈라(píšťala)라고 했는데 이것이 오늘날 권총을 의미하는 "피스톨"의 어원이다. 우마차 안에 돌을 적재해 두고 화살이나 화약이 떨어지면 투석전을 벌였다. 이렇게 방어전을 통해 적의 사기를 꺾어 놓으면 반격으로 태세를 전환하여 도검과 편곤, 여타 장병무기를 장비한 살수들이 튀어나가 피로한 적들을 도륙하는 한편 우마차 방진 가운데에서 대기하고 있던 기병들이 출격하여 살수들을 보조했다. 이 지경에 이르면 후스파의 적 십자군들은 거의 와해에 이르기가 일쑤였다. 후스 전쟁 이후 후스파의 저력에 크게 데었던 헝가리, 폴란드에서는 체코인 용병들을 수천 명 고용했고, 이런 용병들은 유명한 헝가리 흑군 등에 배치되었다. 1444년 바르나 전투에서 체코인 핸드 캐넌병 600 명이 바겐부르크를 수비해냈다고 한다.

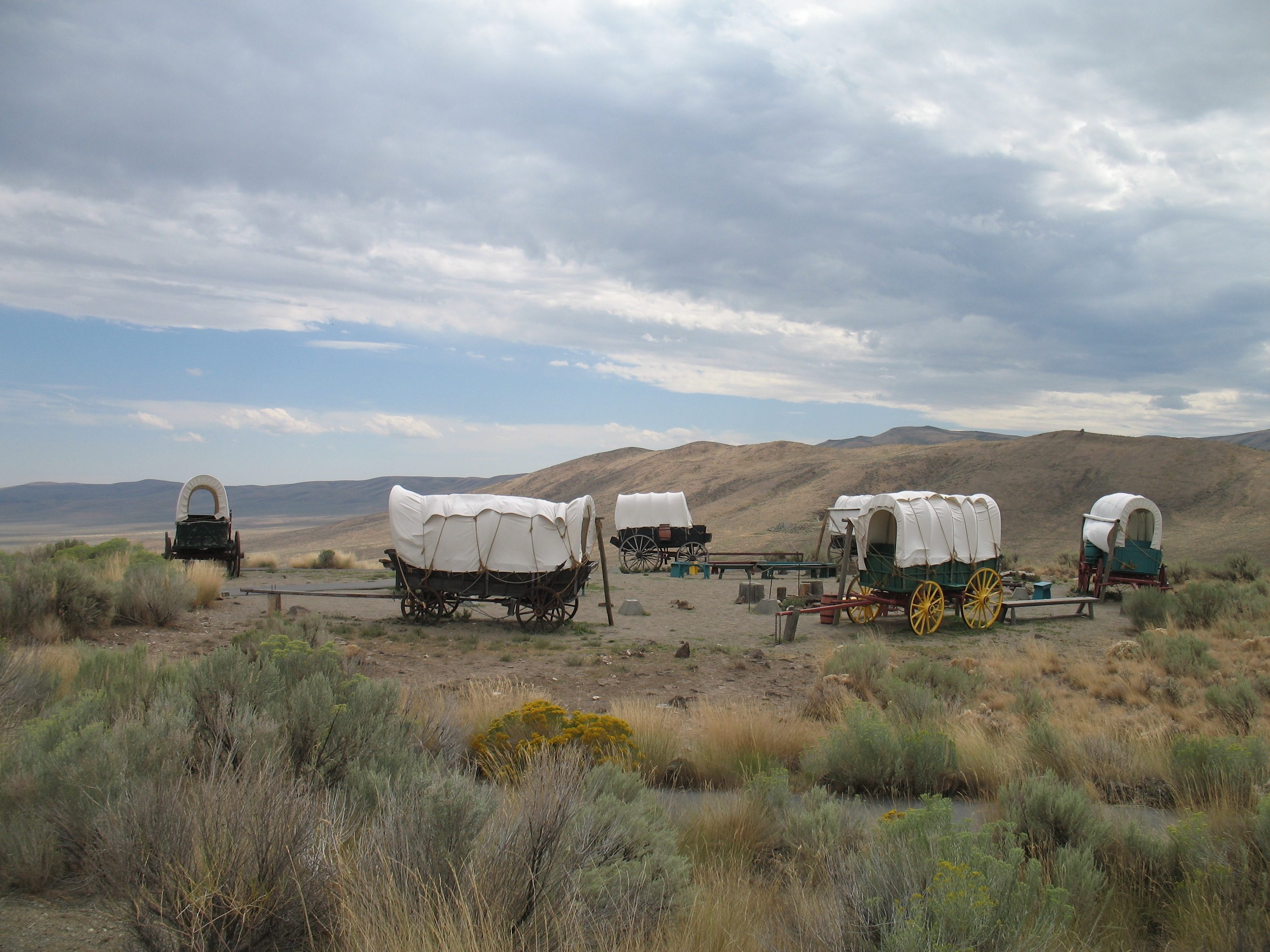

그 뒤 집시나 카자크들이 사용하는 수레를 타보르(tabor)라고 부르게 되었는데 이 이름은 후스파 중 급진-전투적이었던 타보르파의 근거지인 타보르에서 유래한 것이다. 19세기 미국 서부 개척시대의 마차 원형진도 교리적으로 이런 전술의 연장선상에 있다.